# Filisparsa gracilis
Filisparsa gracilis is een mosdiertjessoort uit de familie van de Oncousoeciidae. De wetenschappelijke naam van de soort is voor het eerst geldig gepubliceerd in 1976 door Brood.